# Ghost-Town Gold
Ghost-Town Gold è un film del 1936 diretto da Joseph Kane.
È un film western statunitense con Robert Livingston, Ray Corrigan e Max Terhune. È basato sul romanzo del 1935 Ghost-Town Gold di William Colt MacDonald. Fa parte della serie di 51 film western dei Three Mesquiteers, basati sui racconti di William Colt MacDonald e realizzati tra il 1936 e il 1943.

## Produzione
Il film, diretto da Joseph Kane su una sceneggiatura di John Rathmell e Oliver Drake con il soggetto di Bernard McConville e William Colt MacDonald (autore del romanzo) fu prodotto da Nat Levine per la Republic Pictures e girato nel Brandeis Ranch e a Chatsworth, a Los Angeles, in California dal 29 agosto 1936 all'8 settembre 1936

## Distribuzione
Il film fu distribuito negli Stati Uniti dal 26 ottobre 1936 al cinema dalla Republic Pictures.
Altre distribuzioni:
- in Portogallo il 16 settembre 1940 (O Fantasma da Cidade do Oiro)
- in Germania Ovest (Bankraub in Prospect, in TV)

## Promozione
La tagline è: "Cavaliers of the cactus country---always ready for a fight or a frolick!".